# Синнаньё
Синнаньё (яп. 新南陽市 Синнаньё-си) — бывший город в Японии, располагавшийся в префектуре Ямагути.

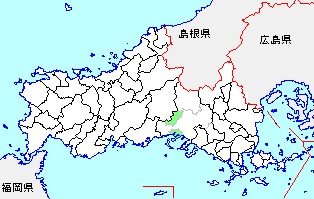
Расположение города Синнаньё в префектуре Ямагути

По состоянию на 31 марта 2003 год прибрежный город имел население в 32718 человек. Общая площадь посёлка составляла 64.21 км².
21 апреля 2003 года Синнаньё вместе с городом Токуяма, и посёлками Кумаге (из уезда Кумаге) и Кано (из уезда Цуно), были объединены в новый город Сюнан.